# Pete Silas
Cecil J. Silas, detto Pete (Miami, 15 aprile 1932 – Bartlesville, 16 dicembre 2014), è stato un cestista statunitense, attivo a livello NCAA e AAU.

## Carriera
Disputò tre stagioni nella NCAA con Georgia Tech, segnando 1.084 punti (15,1 a partita). Venne in seguito selezionato dai Minneapolis Lakers nel Draft NBA 1953 con la 60ª scelta, ma non giocò mai nella NBA. Dopo aver giocato nei Phillips 66ers, entrò a far parte della Phillips Petroleum, di cui in seguito diventò CEO.
Con gli Stati Uniti ha vinto la medaglia d'oro ai Giochi panamericani di Città del Messico 1955.
Nel 2006 è stato introdotto nella Georgia Sports Hall of Fame.